# Sent Marcèu de Carreireta
Sent Marcèu de Carreireta (en francès Saint-Marcel-de-Careiret) és un municipi francès situat al departament del Gard i a la regió d'Occitània.